# Peyton Manning

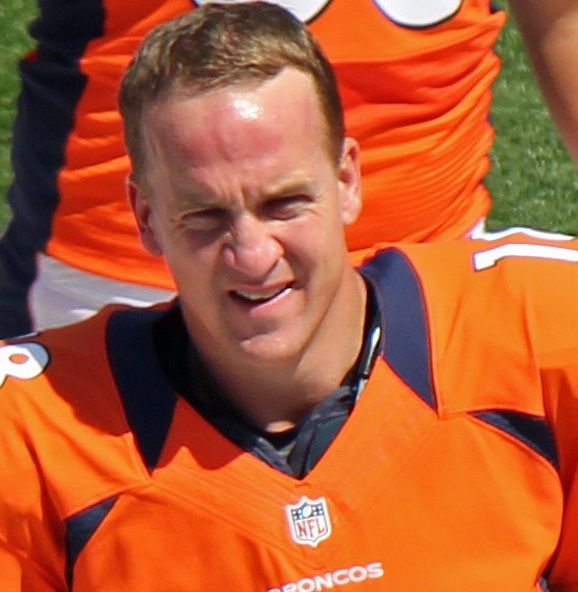
Peyton Manning

Peyton Williams Manning (New Orleans, 24 maart 1976) is een voormalig Amerikaans Americanfootballspeler die speelt als quarterback. Op 7 maart 2016 ging hij met pensioen. Manning wordt gezien als een van de beste quarterbacks ooit, en is na zijn carrière opgenomen in de "Pro Football Hall of Fame".
Hij speelde tot het einde van het seizoen 2011/2012 voor de Indianapolis Colts, die hem lieten gaan nadat hij 4 keer onder het mes ging voor een nekblessure. Manning tekende op 20 maart 2012 een 5-jarig contract bij de Denver Broncos, waar hij in totaal 96 miljoen dollar heeft verdiend.
Manning was de 1st overall pick in de 1998 NFL Draft. Hij werd door de Colts gedraft van de University of Tennessee.
Manning won in zijn carrière in totaal 5 keer de titel van "League's Most Valuable Player" (2003, 2004, 2008, 2009 en 2013).
Manning speelde in totaal 4 keer de Super Bowl, waarvan hij er 2 won: in 2006 tegen de Chicago Bears en in 2016 tegen de Carolina Panthers. Hij verdiende in de wedstrijd tegen de Bears de titel van Super Bowl Most Valuable Player Award. In 2009 verloor Manning de Super Bowl van de New Orleans Saints. Op 2 februari 2014 speelde Manning met de Denver Broncos ook in de Super Bowl, tegen de Seattle Seahawks. Manning verloor met zijn team van de Seahawks met 43-8. Op 7 februari 2016 speelde hij zijn laatste Super Bowl met de Broncos tegen de Carolina Panthers. Deze keer wonnen de Denver Broncos met 24-10.